# Hellevik fyr
Das Hellevik fyr ist ein Leuchtfeuer am Haramsfjorden an der westnorwegischen Küste in der Gemeinde Haram im Fylke Møre og Romsdal.